# 鳥羽商船高等專門學校
鳥羽商船高等專門學校（National College of Technology, Toba College），是一所位於日本三重縣的高等專門學校。

## 沿革
創設於1881年，學校現設有3個學科，分別為商船學、機電工程學、控制情報工程學。2005年又創設了專攻科，包括海事系統工程學和生產系統工程學。專攻科為兩年的教育。

## 教育組織

### 本科（副學士課程）
- 商船學科
- 電子機械工學科
- 制御情報工學科

### 專攻科（學士課程）
- 海事系統工程專攻
- 生產系統工程專攻[2]

## 外部連結
- 鳥羽商船高等專門學校 （页面存档备份，存于）